# Frederik 2. af Hessen-Kassel
|  | For andre personer af samme navn. se Frederik af Hessen-Kassel |
Frederik 2. af Hessen-Kassel (14. august 1720 – 31. oktober 1785) var regerende landgreve af Hessen-Kassel fra 1760 til 1785.
Han regerede som oplyst despot og tjente penge ved at leje soldater (kaldet Hessere) til Storbritannien til at kæmpe mod kolonisterne i den amerikanske uafhængighedskrig. Han kombinerede ideer fra oplysningstiden med kristne værdier, kameralistiske planer for central kontrol med økonomien og en militaristisk tilgang til internationalt diplomati. Han var den første og eneste hersker i Hessen-Kassel efter Reformationen, der konverterede til katolicismen.

## Biografi
Frederik blev født den 14. august 1720 på slottet i Kassel, hovedstaden i det lille landgrevskab Hessen-Kassel i det centrale Tyskland. Han var den anden men ældste overlevende søn af prins Vilhelm af Hessen-Kassel (den senere landgreve Vilhelm 8.) i hans ægteskab med Dorothea Vilhelmine af Sachsen-Zeitz. Han blev født som medlem af fyrstehuset Hessen, der havde hersket over Landgrevskabet Hessen i det centrale Tyskland siden middelalderen, og som i 1567, da Landgrev Philipp 1. af Hessen døde, havde delt sig i fire linjer, Hessen-Kassel, Hessen-Marburg, Hessen-Rheinfels og Hessen-Darmstadt, hvoraf Vilhelm tilhørte førstnævnte linje. Frederiks far var en yngre søn af den regerende landgreve Karl 1. af Hessen-Kassel, hvis ældste søn og tronarving Frederik kort før Frederiks fødsel var blevet konge af Sverige som ægtefælle til dronning Ulrika Eleonora. Da Kong Frederik ikke fik børn, blev det efterhånden klart, at Frederik på et tidspunkt sandsynligvis ville blive regerende landgreve i Hessen-Kassel efter sin far.
Frederiks uddannelse blev indledningsvis varetaget af oberst August Moritz von Donop og fra 1726 til 1733 af den schweiziske teolog og filosof Jean-Pierre de Crousaz. Fra 1732 til 1737 studerede han ved Universitetet i Genf.
I 1740 blev han gift med den britiske prinsesse Marie, der var datter af kong Georg 2. af Storbritannien. Fra 1741 kæmpede han med hessiske tropper i den østrigske arvefølgekrig på Kejser Karl 7.'s side og blev forfremmet til generalløjtnant. I december 1745 gjorde han landgang i Skotland med 6.000 hessiske tropper for at støtte sin svigerfar Georg 2. af Storbritannien i at slå den jakobitiske opstand i 1745 ned.
Selv om han ved den lejlighed havde støttet den protestantiske arvefølge i Storbritannien, konverterede han selv senere fra calvinismen til katolicismen. I februar 1749 besøgte han med sin far fyrstærkebiskoppen af Køln, Clemens August af Bayern, der i hemmelighed optog Frederik i den katolske kirke. 
På trods af sin indsats til støtte for hendes far, var Frederiks ægteskab med den britiske prinsesse ulykkeligt. Parret levede adskilt fra 1747, og de blev formelt separeret i 1755, efter at nyheden om Frederiks konversion var blevet kendt i 1754. Ægteskabet blev ikke formelt opløst, hvilket hindrede Frederik i at gifte sig igen. Hans far befalede i et aktstykke Frederik at lade den protestantiske tro uantastet i Hessen, og til sin fraskilte svigerdatter Marie gav han grevskabet Hanau, der herved blev udskilt af Hessen-Kassel. Frederik genså aldrig Marie, men børnene så han igen i 1782. I 1756 flyttede Marie til Danmark for at tage sig af sin afdøde søster Louises børn. Alle tre sønner flyttede med hende til Danmark, og to af dem, herunder Frederiks arving Vilhelm, giftede sig senere med danske kusiner. De to yngre sønner forblev i Danmark, hvor de gjorde karriere ved hoffet, mens den ældste Vilhelm vendte tilbage til Tyskland, da han arvede fyrstendømmet Hanau, og hvor han senere også efterfulgte sin far som landgreve af Hessen-Kassel.
Efter at være blevet formelt separeret fra Marie i 1755 gik Frederik i preussisk militærtjeneste. I 1760 efterfulgte han sin far som landgreve af Hessen-Kassel. På trods af Frederiks katolicisme, forblev landgrevskabet calvinistisk, og Frederiks børn blev opdraget som protestanter i Danmark.
Efter Maries død i 1772 giftede Frederik sig igen. Denne gang med prinsesse Phillipine, der var datter af markgreve Friederich Wilhelm af Brandenburg-Schwedt og Sophie af Preussen (søster til Frederik den Store). Det var Philippine, der i 1782 arrangerede en forsoning mellem Frederik og hans børn. 
Landgrev Frederik døde 65 år gammel den 31. oktober 1785 på slottet Weißenstein i Kassel.

## Ægteskaber
Frederik blev gift per stedfortræder 1. gang den 28. juni 1740 i Saint James's Palace i London med prinsesse Marie af Storbritannien, datter af kong Georg 2. af Storbritannien og Caroline af Brandenburg-Ansbach. Vielsen blev bekræftet med deltagelse af brudgommen selv den 28. juni 1740 i Kassel. Ægtefællerne levede adskilt fra 1754, og landgrevinde Marie døde i 1772.
Frederik giftede sig 2. gang den 10. januar 1773 i Berlin med prinsesse Philippine af Brandenburg-Schwedt (1745-1800), datter af markgreve Frederik Vilhelm af Brandenburg-Schwedt og Sophie Dorothea Marie af Preussen. På bryllupsdagen meddelte Phillipine sin kommende ægtemand, at hun af medicinske grunde aldrig kunne risikere at blive gravid. Ægteskabet forblev således barnløst. Dette hindrede dog ikke landgrevinden i at føde en søn, Georg Philippson, i 1777 under diskret ophold hos sin søster, hertuginden af Württemberg, Friederike Dorothea. Faderen til dette barn var Georg Ernst Levin af Wintzingerode, som Philippine giftede sig med i 1796, da deres respektive ægtefæller var døde. 

### Børn
I sit første ægteskab fik Frederik 2. fire børn.
1. Vilhelm, Prins af Hessen-Kassel, 1741-1742.
2. Vilhelm 1., Kurfyste af Hessen, (1743-1821), gift med prinsesse Vilhelmine Caroline af Danmark
3. Carl af Hessen-Kassel, (1744-1836, titulær landgreve, gift med prinsesse Louise af Danmark.
4. Frederik af Hessen-Kassel (1747-1837), titulær landgreve, gift med prinsesse Karoline Polyxene af Nassau-Usingen

## Eksterne links
- Wikimedia Commons har flere filer relateret til Frederik 2. af Hessen-Kassel